# Контурси Терме
Контурси Терме је насеље у Италији у округу Салерно, региону Кампанија.
Према процени из 2011. у насељу је живело 1865 становника. Насеље се налази на надморској висини од 279 м.

## Становништво
| 1951. | 1961. | 1971. | 1981. | 1991. | 2001. | 2011. |
| ----- | ----- | ----- | ----- | ----- | ----- | ----- |
| 3.193 | 3.162 | 2.975 | 3.035 | 3.110 | 3.182 | 3.337 |